# یوزف نکرمان
یوزف کارل پیتر نکرمان (به آلمانی: Josef Carl Peter Neckermann) (زادهٔ ۵ ژوئن ۱۹۱۲ – درگذشتهٔ ۱۷ ژانویهٔ ۱۹۹۲) یک سوارکار مرد اهل کشور آلمان و قهرمان المپیک بود. او در چهار المپیک
۱۹۶۰، ۱۹۶۸ و ۱۹۷۲ موفق به دریافت مدال شد. بعدها نکرمان یکی از اعضای کمیتهٔ ملی المپیک آلمان غربی شد.
وی همچنین مؤسس و مالک شرکت پست آلمان به نام نکرمان آگ در سال ۱۹۳۸ بود.
همچنین دختر نکرمان اوا ماریا پراخت و همین‌طور نوه‌اش مارتینا پراخت نیز سوارکاران المپیکی بودند.